# Trididemnum cyanophorum
Trididemnum cyanophorum is een zakpijpensoort uit de familie van de Didemnidae. De wetenschappelijke naam van de soort is voor het eerst geldig gepubliceerd in 1979 door Lafargue & Duclaux.